# Кастелето Молина
Кастелѐто Молѝна (на италиански: Castelletto Molina; на пиемонтски: Castlèt Molèina, Кастълет Молейна) е село и община в Северна Италия, провинция Асти, регион Пиемонт. Разположено е на 227 m надморска височина. Населението на общината е 180 души (към 2010 г.).